# Piccole donne (serie televisiva 1970)
Piccole donne (Little Women) è una serie televisiva britannica prodotta dalla BBC nel 1970, basata sull'omonimo romanzo di Louisa May Alcott e diretta da Paddy Russell.

## Caratteristiche
La serie si compone di 9 episodi della durata di 25 minuti circa ciascuno, andati in onda per la prima volta nel 1970 sul canale BBC 1 la domenica pomeriggio, quando la BBC era solita trasmettere trasposizioni televisive di romanzi classici rivolte ad un pubblico familiare. La serie non è uno degli adattamenti del romanzo della Alcott che vengono meglio ricordati e all'inizio fu duramente criticata: le attrici nel ruolo delle quattro sorelle March vennero giudicate troppo vecchie per la parte e il fatto che la serie venne girata quasi interamente in studio non aumentò l'interesse del pubblico e dei critici. La miniserie possiede però alcuni vantaggi rispetto ad altri adattamenti televisivi e cinematografici del romanzo: primo fra tutti, quello di essere molto più fedele alla trama originale da cui prende spunto (la sceneggiatura venne curata da Denis Constanduros e Alistair Bell), in secondo luogo è l'unico adattamento a presentare il personaggio di Laurie per come è descritto nella storia originale.

## Trama
Durante la guerra di secessione del 1860, le quattro sorelle March vivono le loro giornate con il padre lontano al fronte come cappellano e facendo fronte alle varie ristrettezze economiche. Cresciute e sostenute dal caro amico d'infanzia Laurie, le ragazze tenteranno di realizzare i loro sogni di sempre, anche se a volte con risultati molto diversi dalle loro aspettative.

## Distribuzione
La serie è stata più volte distribuita in videocassetta nel Regno Unito, ma solo nel dicembre 2016 è stata pubblicata la versione in DVD dalla Dazzler Media.

## Personaggi e interpreti
- Angela Down: Jo March
- Jo Rowbottom: Meg March
- Janina Faye: Amy March
- Sarah Craze: Beth March
- Stephen Turner: Laurie Laurence
- Stephanie Bidmead: Maree
- Patrick Throughton: Mr. March
- Martin Jarvis: John Brooke
- Pat Nye: Hannah
- John Welsh: Mr. Laurence
- Jean Anderson: Zia March
- Frederick Jaeger: Prof. Bhaer